# 문영훈
문영훈은 대한민국의 텔레비전 드라마 작가이다. 

## 드라마
- 2016년 KBS2 TV소설 《내 마음의 꽃비》 ... 집필
- 2017년 ~ 2018년 KBS2 TV소설 《꽃 피어라 달순아!》 ... 집필
- 2023년 KBS1 저녁 일일연속극 《우당탕탕 패밀리》 ... 집필